# Regering-Cresson
De regering–Cresson (Frans: Gouvernement Édith Cresson) was de regering van de Franse Republiek van 15 mei 1991 tot 2 april 1992.
| Ambtsbekleder                          | Ambtsbekleder       | Ambtsbekleder                 | Functie(s)                                 | Ambtstermijn     | Ambtstermijn   | Partij(en) |
| -------------------------------------- | ------------------- | ----------------------------- | ------------------------------------------ | ---------------- | -------------- | ---------- |
|                                        | Édith Cresson       | Édith Cresson (1934)          | Premier                                    | 15 mei 1991      | 2 april 1992   | PS         |
|                                        | Pierre Bérégovoy    | Pierre Bérégovoy (1925–1993)  | Minister van Staat                         | 10 mei 1988      | 2 april 1992   | PS         |
| Minister van Financiën                 | Pierre Bérégovoy    | Pierre Bérégovoy (1925–1993)  |                                            | 10 mei 1988      | 2 april 1992   | PS         |
| Minister van Economische Zaken         | Pierre Bérégovoy    | Pierre Bérégovoy (1925–1993)  |                                            | 10 mei 1988      | 2 april 1992   | PS         |
| Minister voor Begrotingszaken          | Pierre Bérégovoy    | Pierre Bérégovoy (1925–1993)  |                                            | 10 mei 1988      | 2 april 1992   | PS         |
| Minister van Buitenlandse Handel       | Pierre Bérégovoy    | Pierre Bérégovoy (1925–1993)  | 15 mei 1991                                |                  | 2 april 1992   | PS         |
|                                        | Roland Dumas        | Roland Dumas (1922)           | Minister van Staat                         | 10 mei 1988      | 29 maart 1993  | PS         |
| Minister van Buitenlandse Zaken        | Roland Dumas        | Roland Dumas (1922)           |                                            | 10 mei 1988      | 29 maart 1993  | PS         |
|                                        | Lionel Jospin       | Lionel Jospin (1937)          | Minister van Staat                         | 10 mei 1988      | 2 april 1992   | PS         |
| Minister van Onderwijs                 | Lionel Jospin       | Lionel Jospin (1937)          |                                            | 10 mei 1988      | 2 april 1992   | PS         |
|                                        | Jean-Pierre Soisson | Jean-Pierre Soisson (1934)    | Minister van Staat                         | 15 mei 1991      | 28 maart 1992  | UDF        |
| Minister van Publieke Diensten         | Jean-Pierre Soisson | Jean-Pierre Soisson (1934)    |                                            | 15 mei 1991      | 28 maart 1992  | UDF        |
| Minister voor Bestuurlijke Vernieuwing | Jean-Pierre Soisson | Jean-Pierre Soisson (1934)    |                                            | 15 mei 1991      | 28 maart 1992  | UDF        |
|                                        |                     | Michel Delebarre (1946)       | Minister van Staat                         | 20 december 1990 | 29 maart 1993  | PS         |
| Minister voor Stedelijke Ontwikkeling  | 2 april 1992        | Michel Delebarre (1946)       |                                            | 20 december 1990 |                | PS         |
| Minister van Ruimtelijke Ordening      | 2 april 1992        | Michel Delebarre (1946)       | 15 mei 1991                                |                  |                | PS         |
|                                        | Philippe Marchand   | Philippe Marchand (1939–2018) | Minister van Binnenlandse Zaken            | 30 januari 1991  | 2 april 1992   | PS         |
|                                        | Pierre Joxe         | Pierre Joxe (1934)            | Minister van Defensie                      | 30 januari 1991  | 10 maart 1993  | PS         |
|                                        | Henri Nallet        | Henri Nallet (1939)           | Minister van Justitie                      | 1 oktober 1990   | 2 april 1992   | PS         |
| Zegelbewaarder                         | Henri Nallet        | Henri Nallet (1939)           |                                            | 1 oktober 1990   | 2 april 1992   | PS         |
|                                        | Martine Aubry       | Martine Aubry (1950)          | Minister van Arbeid en Werkgelegenheid     | 15 mei 1991      | 29 maart 1993  | PS         |
|                                        | Jean-Louis Bianco   | Jean-Louis Bianco (1943)      | Minister van Sociale Zaken                 | 15 mei 1991      | 2 april 1992   | PS         |
| Minister voor Immigratie en Integratie | Jean-Louis Bianco   | Jean-Louis Bianco (1943)      |                                            | 15 mei 1991      | 2 april 1992   | PS         |
|                                        | Hubert Curien       | Hubert Curien (1924–2005)     | Minister van Hoger Onderwijs en Wetenschap | 22 juni 1988     | 29 maart 1993  | O          |
|                                        | Paul Quilès         | Paul Quilès (1942–2021)       | Minister van Transport                     | 15 mei 1991      | 2 april 1992   | PS         |
| Minister van Huisvesting               | Paul Quilès         | Paul Quilès (1942–2021)       |                                            | 15 mei 1991      | 2 april 1992   | PS         |
|                                        | Louis Mermaz        | Louis Mermaz (1931)           | Minister van Landbouw en Visserij          | 1 oktober 1990   | 2 oktober 1992 | PS         |
|                                        | Brice Lalonde       | Brice Lalonde (1946)          | Minister van Milieu                        | 15 mei 1991      | 2 april 1992   | GE         |
|                                        | Louis Le Pensec     | Louis Le Pensec (1937)        | Minister van Overzeese Gebiedsdelen        | 10 mei 1988      | 29 maart 1993  | PS         |
|                                        | Jack Lang           | Jack Lang (1939)              | Minister van Cultuur en Communicatie       | 10 mei 1988      | 2 april 1992   | PS         |
|                                        | Frédérique Bredin   | Frédérique Bredin (1956)      | Minister van Jeugd en Sport                | 15 mei 1991      | 29 maart 1993  | PS         |
|                                        | Edwige Avice        | Edwige Avice (1945)           | Minister voor Samenwerking                 | 15 mei 1991      | 2 april 1992   | PS         |
|                                        |                     | Jean Poperen (1925–1997)      | Minister voor Parlementaire Betrekkingen   | 10 mei 1988      | 2 april 1992   | PS         |